# Hyltebruk
Hyltebruk es una localidad y sede de municipio de Hylte en la Provincia de Halland, Suecia. Hyltebruk  tiene una población de 3.716 habitantes en 2010. 1 La iglesia de piedra local fue construida en 1924, el retablo fue pintado por Edwin Ollers.
La ciudad creció alrededor de la fábrica de papel propiedad de Hylte Bruks AB, que comenzó a funcionar en 1907. En 1909 se construyó un ferrocarril que la conectaba con Torup en la línea Halmstad-Nässjö. La fábrica de papel tiene hoy en día cerca de 1000 empleados y es uno de los mayores fabricantes de papel prensa del mundo.
En el siglo XX, la ciudad era popular debido al desarrollo de la agricultura y que había dado lugar a un aumento de los sitios turísticos y también ahora ha abiertoa la apertura de varios hoteles  para atraer más turistas en las temporadas de primavera y verano. 

## Equipos de deporte
En voleibol, Hyltebruk es conocida por su equipo el Hylte VBK